# Габрово
Га́брово (болг. Габрово) — город в центральной Болгарии, вблизи географического центра страны. Административный центр Габровской области и крупнейший населённый пункт общины Габрово.

## Географическое положение
Расположен на северном склоне хребта Стара Планина, у Шипкинского перевала, на обоих берегах реки Янтры.

## История

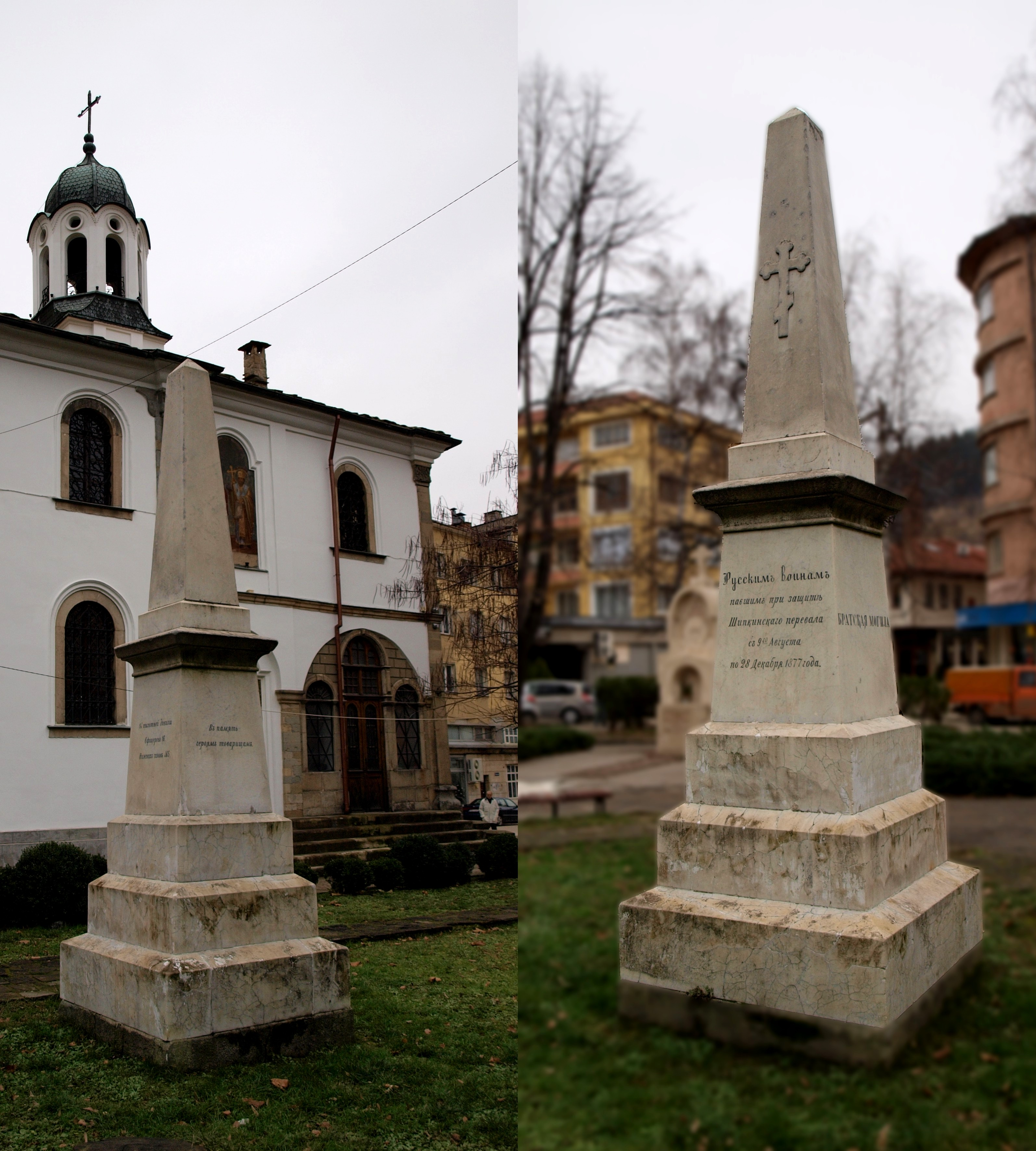
Братская могила 16 офицеров и 465 нижних чинов 14-й пехотной дивизии, возле церкви «Успение Святой Богородицы» в Габрово

Габрово стал набирать экономическое значение в эпоху Второго болгарского царства (1187—1393), столицей которого было расположенное неподалёку Велико-Тырново.
В эпоху османского вторжения на территорию Балканского полуострова число жителей Габрово резко увеличивается благодаря потоку переселенцев из бывшей столицы и других захваченных крепостей. В 1860 году Габрово получает статус города.
В Габрово есть несколько памятников русским солдатам и офицерам, которые сражались при Обороне Шипки и умерли в городе от ран и болезней. Город в то время служил передовым складским пунктом для войск, оборонявших Шипку.

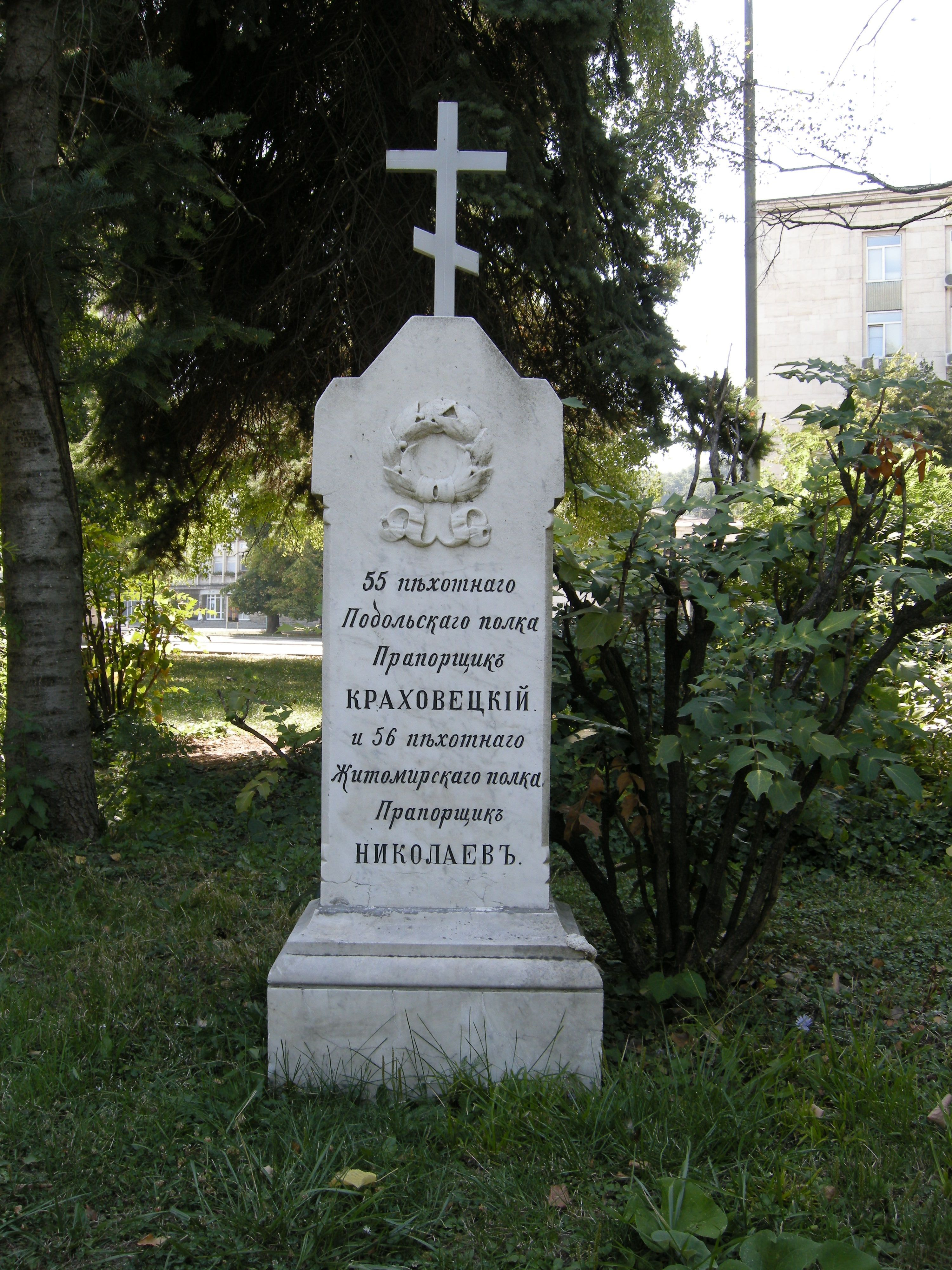
Памятник прапорщикам Краховецкому и Николаеву

После освобождения Болгарии (1878) Габрово развивался как промышленный центр и даже получил прозвище «болгарский Манчестер».
В 1970 году численность населения составляла 70 тыс. человек, город был важным центром лёгкой промышленности (текстильные, кожевенные, обувные предприятия) и машиностроения (текстильные машины, металлорежущие станки, приборы, электротельферы), также здесь действовали предприятия пищевой и мебельной промышленности.
В середине 1980-х годов город являлся центром текстильной и кожевенно-обувной промышленности, также здесь были развиты машиностроение, туризм и проходили ежегодные фестивали юмора.
В честь Габрово назван астероид 2206, открытый 1 апреля 1976 года.

## Население
Ниже представлена динамика численности населения города:
| Год  | Население |
| ---- | --------- |
| 1985 | 81 250    |
| 1992 | 76 522    |
| 2000 | 70 071    |
| 2005 | 63 864    |
| 2010 | 60 281    |

## Культура
Проводился Кинофестиваль в Габрово.

### Габровский юмор
Город считается болгарской столицей юмора, наподобие Одессы, и ежегодно в нём проходят фестивали юмора. Сами габровцы часто выступают персонажами анекдотов (так называемый габровский юмор), где обычно представлены как чрезмерно скупые люди, стремящиеся на всём сэкономить (аналогично английским анекдотам о шотландцах). Так, например, габровцам приписывают следующие стереотипы:
- Габровцы купируют своим котам хвосты, чтобы дверь за ними быстрее закрывалась и в доме не было холодно (таким образом экономятся дрова).
- Они устанавливают на куриные яйца краны, чтобы слить оттуда столько, сколько нужно, поскольку целое яйцо — слишком много для похлёбки.
- Они умеют вести переговоры и торговаться.
- Чтобы не платить трубочистам, они опускают в дымоход кота с газетой на хвосте.
- Они сыплют лошадям в кормушки древесную стружку и надевают им зелёные очки, чтобы лошади думали, будто это сено.
- Вечером они читают при свете уличного фонаря, чтобы не зажигать свет дома.
- Габровцы пишут без ошибок, чтобы не пользоваться ластиками
- Они не ставят подпись на чистом листе.
- Они плачут в тарелку и высушивают слёзы, чтобы получить соль.
- Когда в мире только начинают о чём-то говорить, в Габрово это уже делают.
- Габровцы построили памятник в реке, чтобы он не занимал места на суше и чтобы не тратить денег на цветы.[6]

В Габрово традиционно проводятся карнавал юмора и ежегодное международное биеннале сатиры и юмора, организуемое единственным в своём роде Домом юмора и сатиры.

### Дом юмора и сатиры в Габрово
В центральной части города расположен музей — Дом юмора и сатиры в Габрово, основанный 1 апреля (в день смеха) 1972 года. Цель музея — пропаганда юмора разных народов в области изобразительного искусства, литературы и фольклора, веселых праздников и маскарадных традиций во всем мире. Девиз музея — фраза Марка Твена «Мир уцелел, потому что смеялся» — был предложен болгарским писателем-сатириком Радоем Ралиным (наст. имя Димитр Стефанов Стоянов, 1922—2004).

Здание музея спроектировано болгарским архитектором Карлом Кандулковым (1920—2007).

Эмблема музея — глобус с кошачьими ушами и глазами, чтобы слышать и видеть всё самое смешное на свете, как это делает кот — символ габровского юмора. 

В здании имеются девять выставочных залов, библиотека, студия звукозаписи, конференц-зал, стенд с сувенирами и изданиями. На четырёх этажах работают постоянные экспозиции («Корни габровского юмора», «Рай», «Грех», «Планета Габрово», «Маска — лицо праздника», «Карнавалы мира»), проводятся выставки, а также находятся различные аттракционы — кривые зеркала, фигура куцехвостого кота и т. д. 

В фондах музея имеется 37500 художественных произведений более 9000 авторов со всего мира. Из них примерно 22000 — карикатуры, более трех тысяч работ в жанре сатирической графики, более тысячи живописных полотен, около тысячи скульптур, около 9500 фотографий, более двухсот плакатов, более трёхсот масок и карнавальных костюмов. В библиотеке музея находятся книги и периодические издания на 35 языках.

Основные мероприятия, которые проводятся в Доме юмора и сатиры:
- Международное биеннале юмора и сатиры в искусстве (с 1973 года)
- 1 апреля — День рождения дома юмора и сатиры
- Весёлые четверги

Лауреатами и призёрами различных юмористических конкурсов и выставок становились в том числе и российские юмористы — в частности, карикатуристы Виталий Песков и Михаил Златковский.

При музее работает также парк смеха, в котором находятся скульптуры Хитрого Петра, Дон Кихота и Санчо Пансы, Чарли Чаплина, а также солнечные часы и странная Вавилонская башня, изготовленная из металлолома.

## Руководство
Кмет (мэр) общины Габрово — Таня Христова.

## Города-побратимы
Города-побратимы Габрово:
1. Беларусь, Могилёв (с 1988 г., продлён в 2000 г.)
2. Швейцария, Тун
3. Хорватия, Сисак
4. Литва, Паневежис
5. Германия, Митвайда
6. Словакия, Прешов
7. Польша, Новый Сонч[10]
8. Россия, Мытищи
9. Бельгия, Аалст
10. Азербайджан, Шеки[11]
11. Северная Македония, Куманово
12. Украина, Чернигов

## Известные люди
В 1900 году в Габрово родился Пётр Стефанов Русев — отец первой женщины-президента Бразилии Дилмы Русеф.
В 1935 году родился скульптор и художник Христо Явашев.
В 1958 году родился болгарский поэт и публицист Красимир Едрев.